# Selketalbahn
De Selketalbahn is een 61 kilometer lange smalspoorlijn van de Harzer Schmalspurbahnen (HSB), en ligt in het oosten van de Harz. Het traject loopt vanuit Quedlinburg, via Gernrode, Mägdesprung, Alexisbad, Straßberg en Stiege naar Hasselfelde of Eisfelder Talmühle. Bij Alexisbad ligt een drie kilometer lange aftakking naar Harzgerode. De lijn wordt naast het toerisme, grotendeels door de eigen bevolking gebruikt.

## Geschiedenis
Op 7 augustus 1887 werd door het bedrijf Gernrode-Harzgeroder Eisenbahn AG (GHE), na een bouwtijd van 316 dagen, het eerste traject tussen Gernrode en Mägdesprung geopend. Dit was de eerste smalspoorverbinding in de Harz. Al snel volgde het tweede traject, tussen Mägdesprung en Harzgerode, dat op 1 juli 1888 werd geopend. Direct hierna volgde op 13 juli 1888 de opening voor het traject van Alexisbad naar Silberhütte.
De GHE zette destijds drie stoomlocomotieven in, genaamd Gernrode, Harzgerode en Selke. Tot en met 1891 werd er steeds nieuwe lijngedeelten geopend, totdat in 1892 het gehele traject tussen Gernrode en Hasselfelde in gebruik was.
Na de bouw van het baanvak tussen Stiege en Eisfelder Talmühle, dat op 16 juli 1905 geopend werd, ontstond er een directe verbinding naar de Harzquerbahn van Nordhausen-Wernigeroder Eisenbahn-Gesellschaft (NWE). Wegens het gestegen gebruik van zowel het personen- als het goederenverkeer werden er drie nieuwe stoomlocs ingezet, genaamd Güntersberge, Alexisbad en Hasselfelde.
In het voorjaar van 1946 werden er twee lijngedeelten gedemonteerd, vanwege de verplichte levering van reparatiematerialen aan de Sovjet-Unie. Hierdoor bleef alleen het traject tussen Herzogschacht en Straßberg in gebruik. Vervolgens werd in 1946 de GHE onteigend, waarna de Deutsche Reichsbahn (DR) de Selketalbahn in 1949 overnam. Direct na de overname werd het traject tussen Gernrode en Straßberg weer hersteld.
In 1983 werd ook het traject tussen Straßberg en Stiege weer herbouwd. Op 3 juni 1984 werd het treinverkeer tussen Gernrode en Hasselfelde in de dienstregeling opgenomen. Sindsdien zijn er drie smalspoorverbindingen in de Harz.
Uiteindelijk werd op 1 februari 1993 de Selketalbahn, samen met de Harzquerbahn en de Brockenbahn, overgenomen door de Harzer Schmalspurbahnen (HSB).

## Verlenging van Gernrode naar Quedlinburg
Op het normaalspoor tussen Quedlinburg en Frose was er in 2003 een brand in het seinhuis bij het station van Ballenstedt, waardoor er alleen nog vervoer tot Gernrode mogelijk was. Hierdoor zag de Deutsche Bahn geen reden meer om het treinverkeer tussen Quedlinburg en Gernrode nog langer in stand te houden. Na de stillegging in 2004 nam de HSB het traject over en op 18 april 2005 werd begonnen met de aanleg van een nieuw smalspoor tussen Quedlinburg en Gernrode. Door deze veranderingen werd het station van Gernrode geheel verbouwd. Op 17 februari 2006 werd het nieuwe traject geopend en op 4 maart werd een feest gehouden met speciale stoomtreinen. Vanaf 26 juni 2006 is het station Quedlinburg in de dienstregeling opgenomen.
Opmerkelijk is dat het oude gebouw van de DB in Gernrode in stand is gehouden. De rails zijn echter vervangen door een stenen straat. In Quedlinburg is het mogelijk over te stappen op het normaalspoor.